# Michael Brater
Michael Brater (* 1944 in Siebeldingen) ist ein deutscher Pädagoge.

## Leben
Michael Brater studierte Soziologie, Philosophie und Psychologie in München und Berlin. Danach forschte und lehrte er von 1971 bis 1980 als Wissenschaftlicher Angestellter am Institut für Soziologie der Universität München und im Sonderforschungsbereich 101, Erarbeitung der subjektbezogenen Theorie der Berufe. 1980 war Brater ein Gründungsmitglied der Gesellschaft für Ausbildungsforschung und Berufsentwicklung e. V. 1984/1985 war er Lehrbeauftragter an der Universität Paderborn und maßgeblich an der Qualitätssicherung und -entwicklung in sozialen und pädagogischen Einrichtungen beteiligt. 1998 gründete er die Zertifizierungsstelle SocialCert GmbH mit.
Seit 2007 ist Brater als Professor für Berufspädagogik und Kulturpädagogik (Fachbereich Kulturwissenschaft) und Leiter des Instituts für Kunst im Dialog an der Alanus Hochschule für Kunst und Gesellschaft in Alfter
(Nordrhein-Westfalen) mit umfassenden Tätigkeiten im Forschungs-, Beratungs- und Weiterbildungsbereich tätig.

## Veröffentlichungen
- Kompetenzen sichtbar machen. Lang, Frankfurt am Main 2010
- Interkulturelle Waldorfschule. VS, Wiesbaden 2009
- Schule ist bunt. Freies Geistesleben, Stuttgart 2007
- Das GAB-Verfahren zur Qualitätssicherung und Qualitätsentwicklung in pädagogischen und sozialen Einrichtung. GAB, München 2000
- Das schlanke Heim. Vincentz, Hannover 1999
- Beruf und Biographie. Gesundheitspflege Initiativ, Esslingen 1998
- Zusammenarbeit von Schule und Handwerk. Deutsche Studien, Weinheim 1996
- Der neue Verkäufer. Hampp, München 1995
- Lehrkräfte lernen, handlungsorientiert zu unterrichten. KHS, München 1994
- Eingliederung durch Arbeit. Goetheanum, Dornach 1994
- „Nögge“ in der Weiterbildung. Gemeinsam mit Anna Maurus. In: Nögges Elementartheater. Flensburger Hefte, Sonderheft 11/1993, S. 60–93, ISBN 3-926841-49-4.
- Künstlerisch handeln. Die Förderung beruflicher Handlungsfähigkeit durch künstlerische Prozesse. Zusammen mit Ute Büchele, Erhard Fucke, Gerhard Herz. Freies Geistesleben, Stuttgart 1989, ISBN 3-7725-0914-2.
- Berufsbildung und Persönlichkeitsentwicklung. Zusammen mit Ute Büchele, Erhard Fucke, Gerhard Herz. Freies Geistesleben, Stuttgart 1988, ISBN 3-7725-0572-4.